# تمثال الرجال
تمثال الرجال (بالأرمنية: Տղամարդիկ)‏ هو واحد من أشهر تماثيل مدينة يريفان الأرمنية. يُجسد النصب مجموعة من الرجال هم في الواقع ممثلو فيلم إدموند كيوسيان الذي صدر سنة 1972 م «الرجال»وهم: فرونزيك مكرتشيان، أفيتيك جيفوركيان، أرمين أيفازيان وأزات شرينتس.
بني في عام 2007م من قبل أبناء المخرج دايفيد وتايغرن كيوسيان. وقد جسدوا فيه الممثلين في أحد مشاهد الفيلم وهم يمشون مع بعض.

## معرض صور

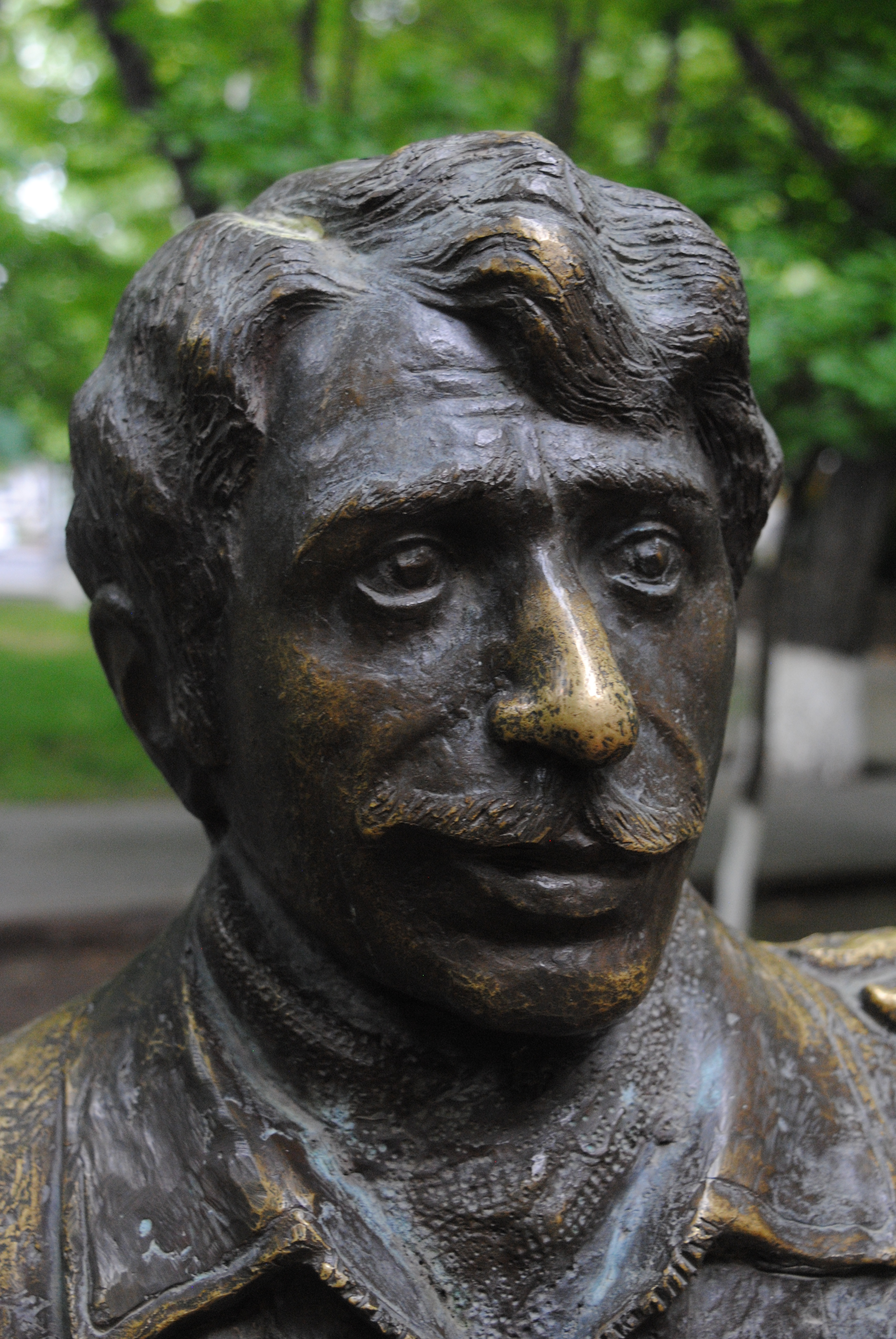
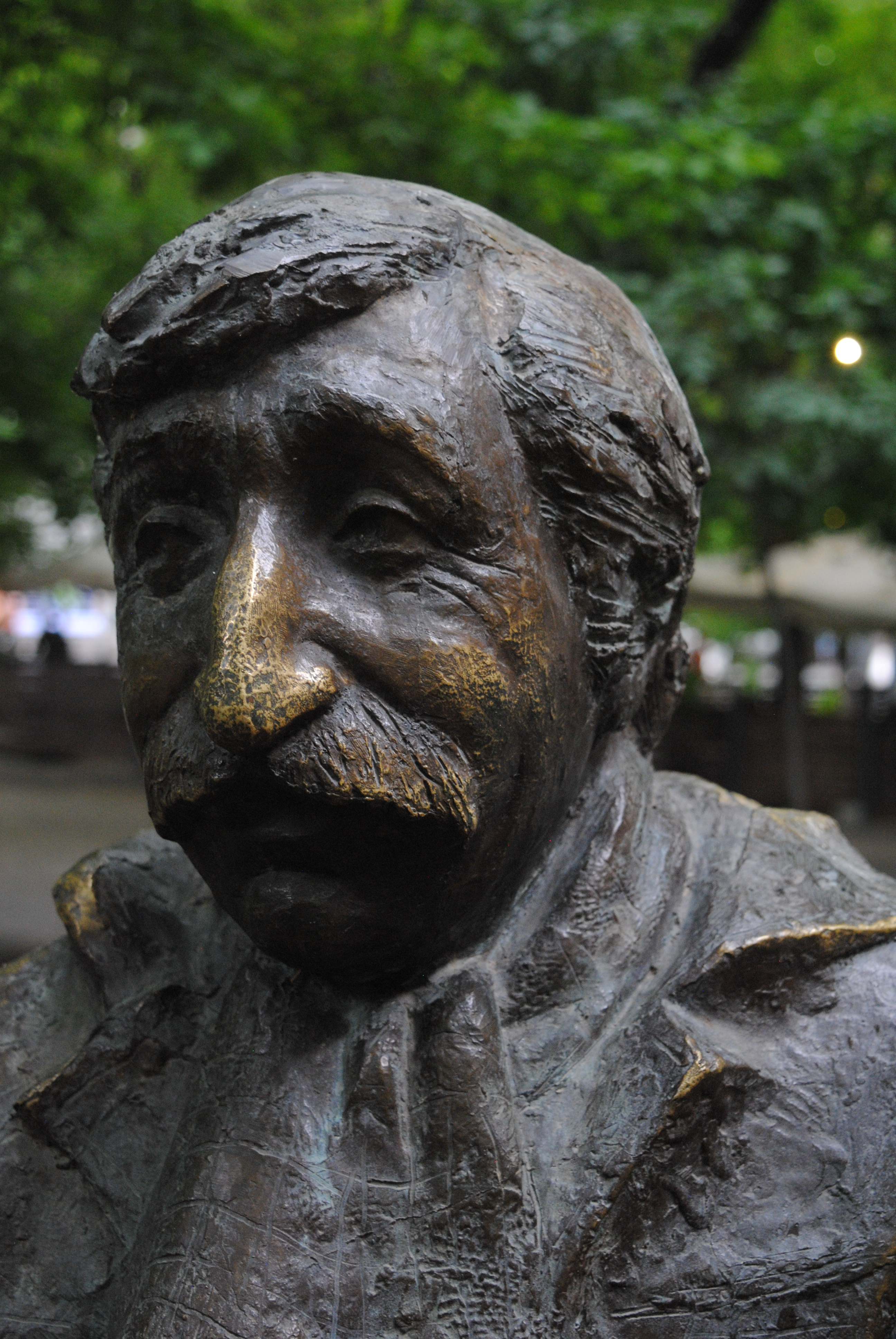
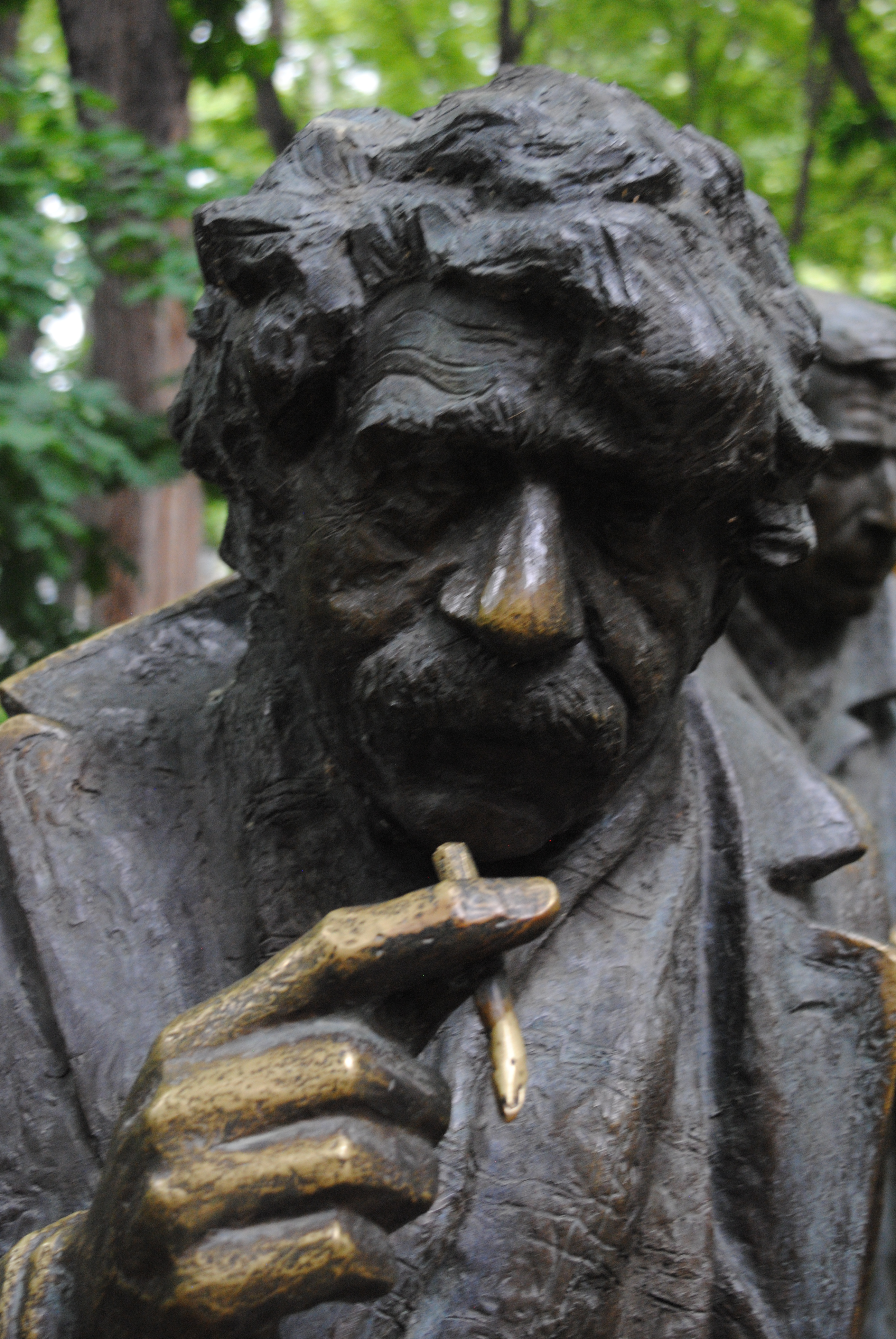
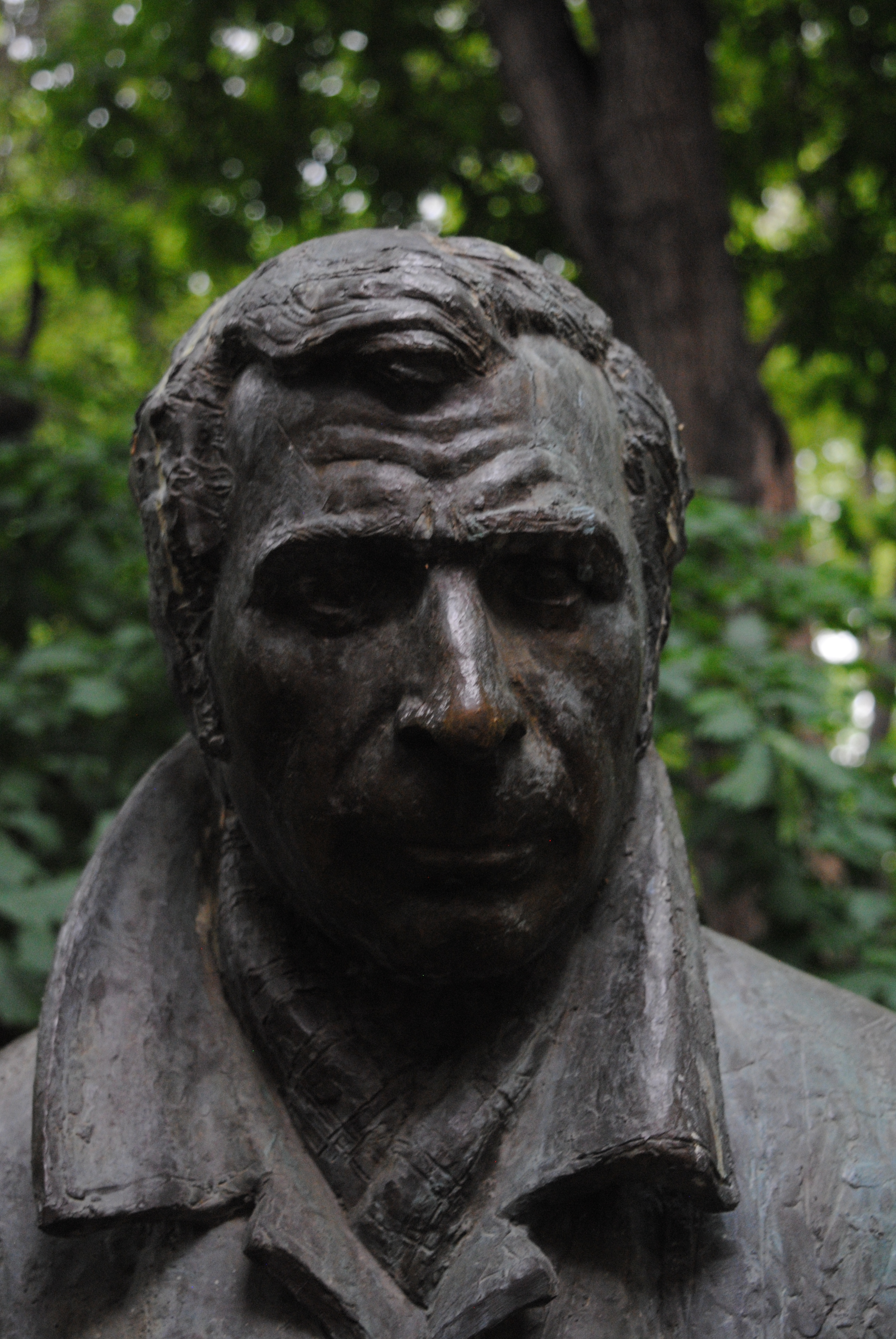
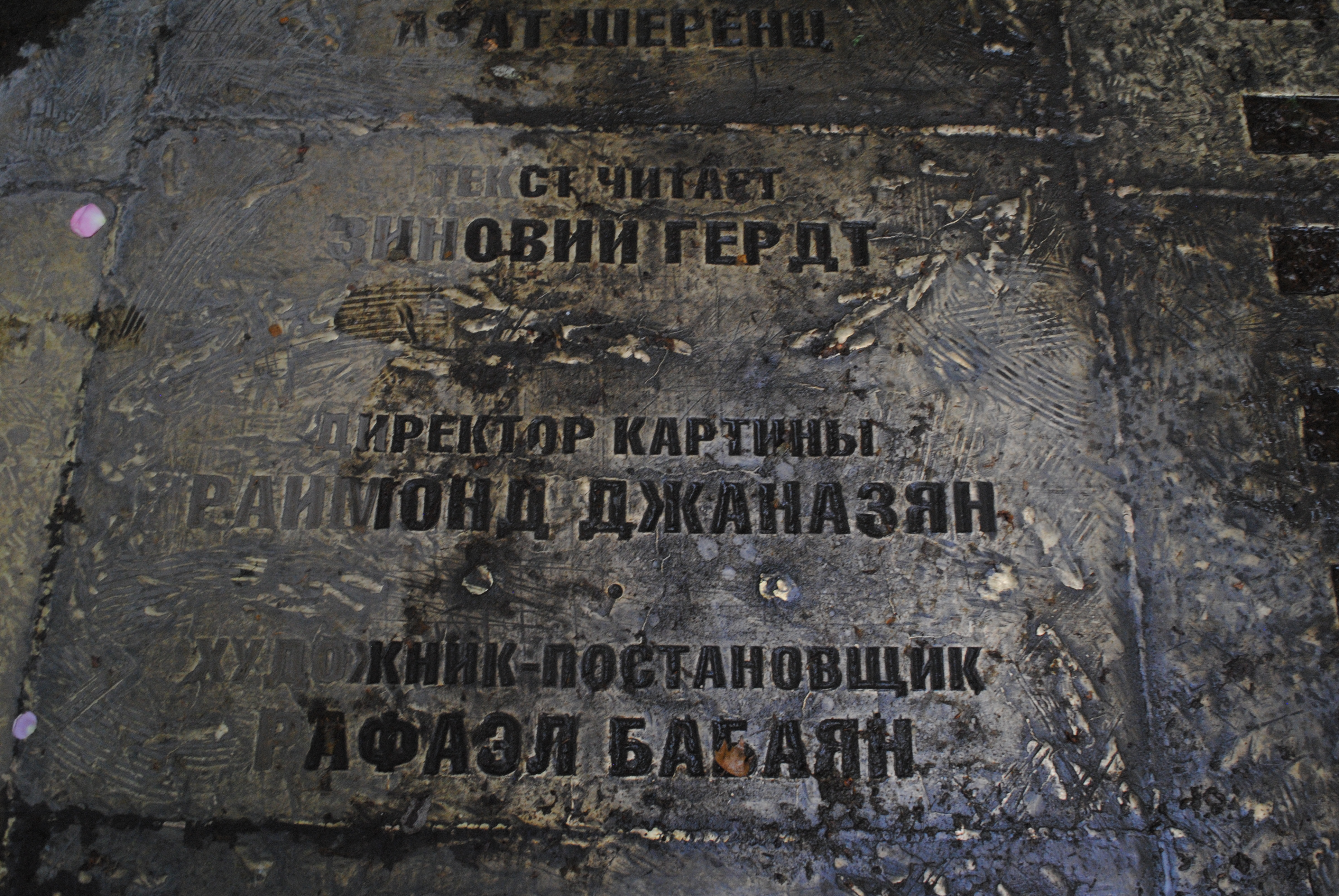